# IEEE 802.11mc
IEEE 802.11mc és una modificació de l'estàndard 802.11 per WLAN desenvolupat pel grup de treball 11 del comitè d'estàndards LAN/MAN del IEEE (IEEE 802), amb la finalitat de revisar la norma i ampliar funcionalitats, la més important de les quals és Wi-Fi RTT (acrònim de Round Trip Time o temps d'anada i tornada). IEEE 802.11ac fou ratificat el desembre del 2016
La principal funcionalitat afegida a la norma 802.11mc és la Wi-Fi Round Tip Time, la qual permet de calcular la distància entre els dispositius i el punt d'accés Wi-FI i determinar la posició en espais tancats amb una precisió de 1-2 metres. La tècnica que s'empra és el càlcul del round-trip delay o temps d'anada i tornada de les ondes de rediofreqüència, que és molt més exacte a tècniques anterior com la triangulació amb el paràmetre RSSI o mesura del nivell del senyal rebut.